# Жана дьо Валоа (1294 – 1342)
Вижте пояснителната страница за други личности с името Жана дьо Валоа.
Жана дьо Валоа (на френски: Jeanne de Valois, на немски: Johanna de Valois; * ок. 1294, Лонпон, Ен; † 7 март 1342, Фонтенел, Мен, Франция) е принцеса от династията Валоа и чрез женитба графиня на Хенегау, Холандия и Зеландия. Като вдовица тя влиза в абатството Фонтенел.

## Произход
Тя е втората дъщеря на граф Шарл Валоа (1270 – 1325) и първата му съпруга Маргарита Анжуйска (1273 – 1299). Сестра е на по-късния френски крал Филип VI Полусестра ѝ Бланка Валоа (1317 – 1348) се омъжва 1329 година за император Карл IV.

## Брак
Жана дьо Валоа се омъжва на 19 май 1305 г. в Шони за Вилхелм III от Холандия (* ок. 1286, † 7 юни 1337) от Дом Авен, граф на Хенегау и граф на Холандия и Зеландия. Те имат децата:
- Жан († 1316)
- Маргарета II (1310 – 1356), ∞ 1324 г. за император Лудвиг IV Баварски (1282 – 1347)
- Филипа (1312 – 1369), ∞ 1328 г. крал за Едуард III от Англия (1312 – 1377)
- Изабела (1314 – 1360), ∞ за Роберт от Намюр (1323 – 1391)
- Йохана (Жана) (1315 – 1374), ∞ 1324 г. за Вилхелм I фон Юлих (1299 – 1361), граф на Юлих
- Агнес († 1327)
- Вилхелм IV (II) (1318 – 1345), граф на Хенегау, Холандия и Зеландия, ∞ 1334 г. за Йохана от Брабант (1322 – 1406)
- Луи (1325 – 1328)